# Pondok Ulung
Pondok Ulung is een bestuurslaag in het regentschap Bener Meriah van de provincie Atjeh, Indonesië. Pondok Ulung telt 583 inwoners (volkstelling 2010).